# محمد صالح القرق
محمد صالح القرق (1936 - 8 نوفمبر 2020) أديب وشاعر إماراتي من مواليد دبي. يقول «محمد القرق»: تعلمت تعلماً ذاتياً حيث لم تكن المدارس متوفرة في دبي آنذاك، فكنت أذهب إلى الكتاتيب، فلم أذهب إلى الخارج ولم أحصل على دراسات عليا بل علمت نفسي. تتوفر عندي القابلية والهواية ولدي مكتبة كبيرة تضم 8 آلاف كتاب. كان والدي يهوى الأدب، وله مكتبة على قدر تلك الأيام تحتوي على كتاب:المستطرف، كليلة ودمنة، تاج العروس، والأغاني، وغيرها من الكتب التراثية، فكنت أطلع عليها، وأجد فيها حكايات عجيبة وغريبة. وكان لي استعداد لتذوق الأدب وأسافر إلى مصر وأطلع على المكتبات وأحضر الندوات الأدبية والفكرية التي كانت على مستوى كبير، يحييها كبار الأدباء والمفكرين. وزرت معظم الأدباء والمفكرين أمثال: نجيب محفوظ، أنور الجندي، حسين نصار، مصطفى محمود، وكثيرين غيرهم.

## مولده وتعليمه
ولد محمد صالح القرق في مدينة دبي عام 1936. درس في مدرستي الفلاح والأحمدية، وهما المدرستان الرائدتان في دبي آنذاك. كان منذ صغره مولعاً بالأدب والثقافة، ونهل من معين الكتب التي كانت تحتويها مكتبة والده. تدرج في وظائف رسمية لسنوات عدة، ثم اعتزل الوظيفة، وتفرغ للأعمال التجارية الخاصة، ولهواياته الأدبية والثقافية. يجيد اللغات: الإنجليزية، والفارسية، والأردية، علاوة على اللغة العربية. لم ينشر لحد الآن ديواناً شعرياً بل نشر معظم شعره في الصحف والمجلات.
مقارنات للترجمات الشعرية والنثرية لرباعيات عمر الخيام، أورد فيها كثيراً من الترجمات العربية والإنجليزية مع إيراد النص الفارسي، ونشرت هذه المقارنات في ثلاثين حلقة في مجلة (الشروق) الإماراتية، وله معارضات شعرية لـ«سينية البحتري»، و«نونية ابن زيدون»، و«لامية الحصري القيرواني». كان له باب أسبوعي ثابت في مجلة الرياضة والشباب بعنوان (غيض من فيض) يحتوي على باقة من الشعر والحكم والأمثال والطرائف والنكت الأدبية والعلمية.

## ترجمته لرباعيات الخيام
ترجم محمد صالح القرق رباعيات عمر الخيام، وتحدث عن بدايات الفكرة أثناء نشأته لترجمة رباعيات الخيام، حيث أسس مكتبة خاصة لها في معظم لغات العالم، مقلباً صفحات قصائده قرابة تسع سنوات، أمضاها في ترجمة ومقارنة قصائد الخيام، وباحثاً عن نقاط القوة والضعف في الاثنين وعشرين ترجمة التي سبقته، مازجاً بين مهارته في نظم الشعر وابداعه في ترجمة شعر عمر الخيام. فلنسمع منه شرح هذه الترجمة:
ترجمته لرباعيات الخيام هي الترجمة الثالثة والعشرين. وذُكر ذلك في مقدمة الكتاب. كما حرص على تثبيت أسماء وصورة المترجمين الذين سبقوه في ترجمة هذا العمل. وهذا عمل لم يسبق لأي مترجم أن فعله من قبل أبداً. بعضهم قام بعمل تجاري لا أكثر ولا أقل. وحرص أن يطبع هذه الترجمة طباعة فاخرة تتناسب مع عمل الخيام.
أحب رباعيات الخيام منذ صغره، لذا قام بمحاولات ومقارنات بين الترجمات في ثلاثين حلقة نشرها في مجلة الشروق، وقال في ذلك:" ماذا قال أحمد رامي والصافي النجفي، وماذا قال المترجمون الآخرون؟! وفي الآخر ماذا قلت أنا؟. في اعتقادي أن ترجمة عبد الحق فاضل من أحسن الترجمات، لأنه رجل أديب، ومثقف، وكان سفير العراق في طهران وموسكو ومناطق أخرى، وهي أطول ترجمة وأجملها. بعدها تأتي ترجمة الصافي النجفي. أما أحمد رامي فقام بترجمتها غنائياً، قامت أم كلثوم بإنشادها. على سبيل المثال يقول المترجم: «سمعت صوتاً ساحراً نادى من الغيب، بينما هي ليست من الغيب بل من الحانة»، اضطر المترجم لتغييرها وربما لضرورات معينة، هذا مثال بسيط وهناك أمثلة أخرى، لكن ترجمتي تحتوي على جميع الكلمات الواردة في النص الأصلي، بينما سعى كثير من المترجمين إلى إهمال كلمات والإتيان بكلمات من عندهم بينما حرصت أن أترجم جميع الكلمات الواردة في النص الشعر الأصلي (الفارسي)، دون الإخلال بالمعنى، حافظت على روحية النص. المترجم لكي يترجم شعراً يجب أن يكون شاعراً، وإذا ترجم نثراً يجب أن يكون كاتباً."

## تسع سنوات في ترجمة رباعيات الخيام
أمضى تسع سنوات أو أكثر في ترجمة رباعيات الخيام، ولأن القافية في أي ترجمة مهمة للغاية، يقتضي جهداً كبيراً لأن الصياغة تتم شعراً وليس ترجمة حرفية، والترجمة الحرفية هي من أسوأ ما يمكن أن يقوم به المترجم. وأضاف الترجمة الإنجليزية والفرنسية إلى النص لكي تكون لها قابلية القراءة في الغرب. ونلاحظ أن الكثيرين في الغرب ركزوا على ترجمة «فيتزجرالد»، بينما أورد ترجمات لمترجمين غربيين أخرين. وقد نوع الترجمة مما جعله يبذل جهوداً في العثور على هذه الترجمات.
يقول محمد صالح القرق: "لا أعتبر نفسي مترجماً، ولم أترجم سوى رباعيات الخيام، وهذه الترجمة أخذت مني مجهوداً كبيراً، ويتطلب ذلك اخلاصاً ووفاءً للنص. منذ سنواتي الأولى فكرت بترجمة الرباعيات. كان يزورنا صديق لأبي عالم كبير ومطلع على اللغة العربية، شاعر وأديب، وكان صوته جميلاً وكان يترنم بالرباعيات، فاستهواني صوته الجميل هذا، وكلماته، فصرت أردد الكلمات وحفظت أشياء كثيرة، ثم صرت أقلد هذا الشعر، بعد ذلك استهوتني الترجمة. كنت أتمرن على ترجمتها منذ كان عمري عشرين عاماً، وبدأت أجمع الترجمات الأخرى، في مكتبتي جناح كامل فقط للخيام، بجميع اللغات: الروسي، والفرنسي والصيني. بدأت كتابة الشعر وأنا في الخامسة والعشرون. كنت أحفظ الكثير من الشعر العربي ولا زلت أحفظ الكثير.
كما أنني أحفظ الأمثال كاملة وليست مجزأة كما يفعل الأخرون، أي أحفظ ما قبل المثل وما بعده. «وربما صحت الأجساد بالألم»، ماذا يوجد قبلها؟. «لعل هجرك محمود عواقبه». وهناك مثل يقول: «ليتني مت قبل يوم فراقي»، ويوجد قبله، «أن يوم الفارق أصعب يوماً». «وكل قرين بالمقارن يقتدي» ما هو قبلها؟ «عن المرء لا تسأل وسل عن قرينه»، وهلم جرا. ولدي مشروع لجمع هذه الأمثال كاملة. ما قبله وما بعده. عندي قرابة ألف مثل وأسعى إلى جمع عشرة آلاف مثل إذا أمكن لغرض نشرها في كتاب."

## ديوان الشعر
لدي خزين من الكتابات الشعرية لكني لم أجمعها بعد في ديوان، أسعى لجمعها الأن. لم أصدر ديواناً من قبل لكني أنشر شعري في الصحف والمجلات. وشعري هو من الموزون والمقفي، لا أحب الشعر الذي يِسمى نثراً. الجيد منه وليس كله، يمكن أن نطلق عليه النثر الفني. وكما يقول العقاد: «والشعر من نفس الرحمن مقتبس، والشاعر الفذ بين الناس رحمن.» وعلى الجارم يقول: «ليس في الشعر كلام بين بين». حرصت أن أطبع هذه الترجمة طباعة فاخرة تتناسب مع عمل الخيام الابداعي.

## رباعیات
أما الشاعر محمد صالح القرق فيقول 

## ترجمة رباعيات الخيام
أسماء بعض الذين قاموا بترجمة رباعيات الخيام كما يلي:
- عیسی اسکندر المعلوف (لبنان)
- وديع البستاني (لبنان)
- أحمد الصافي النجفي (عراق)
- مصطفى جواد (عراق)
- محمد السباعي (مصر)
- عامر بحیري (مصر)
- جمیل الملائکه (عراق)
- عباس محمود العقاد (مصر)
- طالب الحیدري (عراق)
- أحمد إبراهیم الشریف (مصر)
- محمد رخا (مصر)
- محمد غنیمي هلال (مصر)
- بارام یوغندا (هند)
- عبد الباقي غولبینازلی (تركيا)
- محمد الأفغاني الهاشني (أفغانستان)
- أمین نخله (لبنان)
- أحمد شوقي (مصر)